# Koubrat
Ne doit pas être confondu avec Koubrat (ville) ou Koubrat (obchtina).
 (mars 2020).
Koubrat, Kourat, Kufrat ou Kvrt (bulgare : Хан Кубрат ; grec moderne : Χουβρατις, Khoubratis; Turc ancien: 𐰴𐰆𐰋𐰺𐰀𐱅 (Kubrat), né vers 605 et mort en 665, est un khan (roi) de l'Ancienne Grande Bulgarie de 632 à 665.

## Biographie
Kubrat est un prénom turc dérivé du nom turc qobrat qui signifie « réunir », et du nom qurt qui signifie « loup ».[réf. souhaitée]
Les oncles maternels de Koubrat, Organa (en) et Gostun (en), de la maison d'Ermi, peut-être la même personne, sont régents pendant le début de son règne, le premier de 603 à 632 et le second de 617 à 630 ; l’un d’eux meurt en 635.
Koubrat défait les Avars et crée en 632 l'Ancienne Grande Bulgarie (connue dans les chroniques byzantines en grec ancien : Παλαιά Μεγάλη Βουλγαρία). Byzance reconnaît par traité le nouvel État en 635. Le territoire de l'Ancienne Grande Bulgarie est limité par le Caucase au sud-est, le fleuve Volga au nord-est, et les Carpates à l'ouest.
À sa mort en 665, l’État est divisé entre ses cinq fils, notamment Batbayan, Kouber et Asparoukh. Le khan Asparoukh défait Byzance et incorpore dans son royaume les territoires de Mésie situés au sud entre le Danube et les Balkans. Le knèze Kouber part vers l'ouest et, plus tard, ses Proto-Bulgares habitent la Macédoine. La partie orientale de l’Ancienne Grande Bulgarie tombe sous la domination des Khazars en 668 qui ont profité de cette division de l'État pour attaquer et entamer une guerre contre les Bulgares.

États et territoires de la steppe pontique vers 650 EC.

Le trésor de Pereshchepina découvert en 1912 dans le village de Mala Pereshchepina près de Poltava en Ukraine pourrait être issu de son tombeau.

## Dans les arts
Koubrat est un des personnages du film d'aventure bulgare Khan Asparoukh (1981), de Lioudmil Staïkov.

### Sources
- Vasil Zlatarski (en), Histoire de l'état bulgare dans les âges moyens, Sofia, 1918 (en bulgare)
- Bozhidar Dimitrov, Les Bulgares et Alexandre de Macédoine, Éditeurs Tangra, Sofia, 2001 (en bulgare)
- Ivan Mikulčić, Villes et châteaux médiévaux dans Macédoine, Makedonska civilizacija, Skopje, 1996 (en macédonien)
- Rascho Raschev, Die Protobulgaren im 5.-7. Jahrhundert, Orbel, Sofia, 2005 (en bulgare et allemand)
- Christian Settipani, Continuité des élites à Byzance durant les siècles obscurs. Les Princes caucasiens et l'Empire du VIe au IXe siècle, 2006 [détail des éditions].
- (ru) Istoriya Chazar, Artamonov
- (en) Collier's Encyclopedia, vol. 4, p. 711.